# Championnat de Grèce de football 1988-1989
Navigation
Saison précédente Saison suivante
La saison 1988-1989 du Championnat de Grèce de football était la 41e édition de la première division grecque.
Lors de cette saison, l'AEL Larissa a tenté de conserver son titre de champion de Grèce face aux quinze meilleurs clubs grecs lors d'une série de matchs se déroulant sur toute l'année.
Les seize clubs participants au championnat ont été confrontés à deux reprises aux quinze autres. Du fait du changement de formule et du passage de 16 à 18 clubs à partir de la saison 1989-1990, une poule de promotion-relégation est organisée entre les trois derniers d'Alpha Ethniki et les équipes classées entre la 4e et la 6e place de Beta Ethniki.
À l'issue de la saison, c'est l'AEK Athènes qui remporte le championnat de Grèce pour la 8e fois de son histoire. 

## Qualifications en Coupe d'Europe
À l'issue de la saison, le club champion se qualifie pour la Coupe d'Europe des clubs champions 1989-90. Le vainqueur de la Coupe de Grèce est quant à lui qualifié pour la Coupe d'Europe des vainqueurs de coupe 1989-90. Enfin, les clubs classés 2e et 3e à l'issue de la saison se qualifient pour la Coupe UEFA 1989-1990 (Si le vainqueur de la Coupe finit à l'une de ces deux places, c'est le club classé 4e qui se qualifie pour cette compétition).

## Les 16 clubs participants
| Club                | Classement 1987-88 | Stade                  | Capacité | Ville         |
| ------------------- | ------------------ | ---------------------- | -------- | ------------- |
| AEK Athènes         | 2                  | Stade Olympique        | 71 030   | Athènes       |
| Apollon Kalamarias  | 11                 | Stade Apollon          | 7 000    | Kalamaria     |
| Apollon Smyrnis     | Beta Ethniki       | Stade Georgios Kamaras | 14 200   | Athènes       |
| Aris Salonique      | 9                  | Harilaou Stadion       | 18 308   | Salonique     |
| GS Diagoras Rhodes  | 12                 | Stade Diagoras         | 7 500    | Rhodes        |
| Doxa Drama          | Beta Ethniki       | Stade Doxa Drama       | 7 000    | Drama         |
| Ethnikos Le Pirée   | 7                  | Elliniko Stadium       | 10 800   | Le Pirée      |
| Iraklis Salonique   | 6                  | Stade Kaftantzoglio    | 28 000   | Thessalonique |
| AEL Larissa         | 1                  | Stade Alkazar          | 13 108   | Larissa       |
| APO Levadiakos      | 13                 | Stade de Livadia       | 10 200   | Livadiá       |
| OFI Crete           | 4                  | Stade Pankritio        | 26 240   | Heraklion     |
| Olympiakos Le Pirée | 8                  | Stade Karaiskaki       | 33 334   | Le Pirée      |
| Olympiakos Volos    | Beta Ethniki       | Stade de Volos         | 29 000   | Volos         |
| Panathinaikos       | 5                  | Stade Olympique        | 71 030   | Athènes       |
| Panionios           | 10                 | Stade Nea Smyrnis      | 11 700   | Athènes       |
| PAOK Salonique      | 3                  | Stade de Toúmba        | 28 701   | Thessalonique |

## Compétition

### Classement
Le barème de points servant à établir le classement se décompose ainsi :
- Victoire : 2 points
- Match nul : 1 point
- Défaite, forfait ou abandon du match : 0 point

| Rang | Équipe               | Pts | J  | G  | N  | P  | Bp | Bc | Diff |
| ---- | -------------------- | --- | -- | -- | -- | -- | -- | -- | ---- |
| 1    | AEK Athènes          | 44  | 30 | 19 | 6  | 5  | 45 | 20 | +25  |
| 2    | Olympiakos           | 41  | 30 | 16 | 9  | 5  | 54 | 25 | +29  |
| 3    | Panathinaikos (C)    | 37  | 30 | 14 | 9  | 7  | 45 | 25 | +20  |
| 4    | Iraklis Salonique    | 36  | 30 | 13 | 10 | 7  | 43 | 27 | +16  |
| 5    | OFI Crete            | 34  | 30 | 13 | 8  | 9  | 45 | 36 | +9   |
| 6    | AEL Larissa (T)      | 34  | 30 | 10 | 14 | 6  | 37 | 34 | +3   |
| 7    | Aris Salonique       | 33  | 30 | 11 | 11 | 8  | 31 | 26 | +5   |
| 8    | PAOK Salonique       | 32  | 30 | 11 | 10 | 9  | 34 | 30 | +4   |
| 9    | Doxa Drama (P)       | 28  | 30 | 10 | 8  | 12 | 26 | 28 | -2   |
| 10   | Panionios            | 27  | 30 | 10 | 7  | 13 | 32 | 36 | -4   |
| 11   | Olympiakos Volos (P) | 26  | 30 | 6  | 14 | 10 | 36 | 45 | -9   |
| 12   | APO Levadiakos       | 25  | 30 | 9  | 7  | 14 | 33 | 47 | -14  |
| 13   | Apollon Smyrnis (P)  | 23  | 30 | 7  | 9  | 14 | 29 | 38 | -9   |
| 14   | Ethnikos Le Pirée    | 23  | 30 | 6  | 11 | 13 | 31 | 49 | -18  |
| 15   | GS Diagoras Rhodes   | 20  | 30 | 4  | 12 | 14 | 21 | 43 | -22  |
| 16   | Apollon Kalamarias   | 17  | 30 | 4  | 9  | 17 | 24 | 57 | -33  |

| Légende : Qualifications et relégations | Légende : Qualifications et relégations                                                                        |
| --------------------------------------- | --- |
|                                         | Coupe d'Europe des Clubs champions 1989-1990                                                                   |
|                                         | Coupe d'Europe des vainqueurs de coupe 1989-1990                                                               |
|                                         | Coupe UEFA 1989-1990                                                                                           |
|                                         | Participation à la poule de promotion-relégation                                                               |
|                                         | (T) : Tenant du titre 1987-1988 (C) : Vainqueurs de la Coupe de Grèce de football (P) : Promus de Beta Ethniki |

### Matchs
| Résultats (▼dom., ►ext.)                                   | AEK | ApS | ApK | Ari | Dia | Dox | Eth | Ira | Lar | Lev | OFI | Oly | OlV | Pan | Pnn | PAO |
| AEK Athènes                                                |     | 4-2 | 3-1 | 0-1 | 2-1 | 2-0 | 2-0 | 1-0 | 3-3 | 5-1 | 3-0 | 1-2 | 3-2 | 0-0 | 2-0 | 0-0 |
| Apollon Smyrnis                                            | 2-1 |     | 0-0 | 0-0 | 1-2 | 0-1 | 4-0 | 2-1 | 0-0 | 2-0 | 0-0 | 0-2 | 0-0 | 2-1 | 1-1 | 2-0 |
| Apollon Kalamarias                                         | 0-1 | 2-0 |     | 1-2 | 0-3 | 1-1 | 0-0 | 1-1 | 1-1 | 1-0 | 0-3 | 1-2 | 2-2 | 0-3 | 3-2 | 1-4 |
| Aris Salonique                                             | 1-0 | 3-1 | 3-0 |     | 2-0 | 1-0 | 2-0 | 0-1 | 0-0 | 2-1 | 4-3 | 0-0 | 1-1 | 1-3 | 1-1 | 0-0 |
| GS Diagoras Rhodes                                         | 0-2 | 1-1 | 1-4 | 0-2 |     | 0-2 | 2-0 | 2-1 | 0-0 | 1-1 | 1-1 | 0-2 | 0-0 | 0-2 | 1-1 | 1-1 |
| Doxa Drama                                                 | 1-2 | 1-0 | 1-0 | 0-0 | 1-1 |     | 1-1 | 0-2 | 2-0 | 3-0 | 2-0 | 0-0 | 2-1 | 1-2 | 1-0 | 1-0 |
| Ethnikos Le Pirée                                          | 1-2 | 1-1 | 4-1 | 1-0 | 2-1 | 1-0 |     | 1-1 | 0-1 | 1-2 | 2-4 | 0-3 | 4-0 | 0-0 | 1-1 | 2-1 |
| Iraklis Salonique                                          | 0-0 | 3-1 | 2-1 | 1-0 | 3-0 | 1-0 | 3-0 |     | 4-1 | 2-0 | 2-0 | 2-2 | 2-0 | 2-2 | 2-1 | 0-0 |
| AEL Larissa                                                | 0-1 | 1-0 | 1-0 | 2-0 | 1-0 | 3-3 | 1-1 | 3-1 |     | 1-0 | 1-1 | 1-1 | 1-1 | 2-1 | 4-0 | 2-1 |
| APO Levadiakos                                             | 0-0 | 1-0 | 2-0 | 1-1 | 1-1 | 1-1 | 2-2 | 3-2 | 1-1 |     | 2-1 | 3-4 | 2-1 | 2-1 | 2-1 | 2-1 |
| OFI Crete                                                  | 0-1 | 3-1 | 4-0 | 1-0 | 0-0 | 2-0 | 3-1 | 3-3 | 1-1 | 2-1 |     | 2-1 | 2-1 | 2-1 | 1-2 | 3-1 |
| Olympiakos                                                 | 0-1 | 2-0 | 5-0 | 3-1 | 2-0 | 1-1 | 2-2 | 0-0 | 3-1 | 3-1 | 2-0 |     | 7-2 | 1-1 | 1-0 | 0-1 |
| Olympiakos Volos                                           | 1-1 | 2-1 | 1-1 | 1-1 | 1-1 | 2-0 | 1-1 | 0-0 | 2-2 | 2-1 | 0-1 | 1-1 |     | 2-1 | 2-0 | 4-1 |
| Panathinaikos                                              | 0-1 | 2-2 | 3-0 | 1-1 | 3-0 | 1-0 | 0-0 | 0-0 | 4-1 | 2-0 | 1-1 | 2-1 | 2-0 |     | 3-2 | 1-0 |
| Panionios                                                  | 1-0 | 0-1 | 1-1 | 2-0 | 3-0 | 2-0 | 3-1 | 1-0 | 0-0 | 1-0 | 2-1 | 0-1 | 3-2 | 0-2 |     | 0-0 |
| PAOK Salonique                                             | 0-1 | 3-2 | 1-1 | 1-1 | 1-1 | 1-0 | 5-1 | 2-1 | 2-1 | 2-0 | 0-0 | 1-0 | 1-1 | 1-0 | 2-1 |     |
| - Victoire à domicile - Match nul - Victoire à l'extérieur |     |     |     |     |     |     |     |     |     |     |     |     |     |     |     |     |

#### Match pour la5eplace
|  | OFI Crete                         | 3 - 1 | AEL Larissa |  |  |
|  | Batsinilas 84e, 89e · Gkoulis 90e |       | Bannon 70e  |  |  |

### Poule promotion-relégation
Afin de pouvoir passer de 16 à 18 clubs, les 3 derniers d'Alpha Ethniki (Ethnikos Le Pirée, GS Diagoras Rhodes et Apollon Kalamarias) disputent un barrage de promotion-relégation avec les équipes classées entre la 4e et la 6e place de Beta Ethniki (PAS Giannina, PAE Veria et PAS Korinthos). Les 2 premiers sont promus ou restent en Alpha Ethniki, les autres joueront en Beta Ethniki la saison prochaine.
| Rang | Équipe             | Pts | J | G | N | P | Bp | Bc | Diff |  | Résultats          | Eth | ApK | Gia | Kor | Dia | Ver |
| ---- | ------------------ | --- | - | - | - | - | -- | -- | ---- |  | ------------------ | --- | --- | --- | --- | --- | --- |
| 1    | Ethnikos Le Pirée  | 10  | 5 | 5 | 0 | 0 | 9  | 2  | +7   |  | Ethnikos Le Pirée  |     | 2-1 | 1-0 |     | 2-0 | 2-0 |
| 2    | Apollon Kalamarias | 7   | 5 | 3 | 1 | 1 | 5  | 2  | +3   |  | Apollon Kalamarias |     |     |     | 0-0 |     | 1-0 |
| 3    | PAS Giannina (D2)  | 4   | 5 | 2 | 0 | 3 | 5  | 6  | -1   |  | PAS Giannina       |     | 0-1 |     |     | 1-0 |     |
| 4    | PAS Korinthos (D2) | 3   | 5 | 1 | 1 | 3 | 7  | 9  | -2   |  | PAS Korinthos      | 1-2 |     | 3-2 |     | 2-3 |     |
| 5    | GS Diagoras Rhodes | 3   | 5 | 1 | 1 | 3 | 5  | 9  | -4   |  | GS Diagoras Rhodes |     | 0-2 |     |     |     |     |
| 6    | PAE Veria (D2)     | 3   | 5 | 1 | 1 | 3 | 5  | 8  | -3   |  | PAE Veria          |     |     | 1-2 | 2-1 | 2-2 |     |

## Bilan de la saison
| Tableau d'Honneur                |               |
| Compétition                      | Vainqueur     |
| Championnat de Grèce de football | AEK Athènes   |
| Coupe de Grèce de football       | Panathinaikos |
| Supercoupe de Grèce de football  | Panathinaikos |

| Qualifications européennes 1989-1990             |                              |
| Coupe d'Europe des Clubs champions 1989-1990     | Qualifié                     |
| 1er tour                                         | AEK Athènes                  |
| Coupe d'Europe des vainqueurs de Coupe 1989-1990 | Qualifié                     |
| 1er tour                                         | Panathinaikos                |
| Coupe UEFA 1989-1990                             | Qualifiés                    |
| 1er tour                                         | Olympiakos Iraklis Salonique |

| Promotions et relégations |                                         |
| Relégués en Beta Ethniki  | GS Diagoras Rhodes                      |
| Promus de Beta Ethniki    | AO Xanthi Panserraikos Ionikos Le Pirée |

## Statistiques

### Meilleurs buteurs
| # | Buteurs             | Clubs             | Nb de Buts |
| - | ------------------- | ----------------- | ---------- |
| 1 | Imre Boda           | Olympiakos Volos  | 20         |
| 2 | Lajos Detari        | Olympiakos        | 15         |
| 3 | Thanasis Dimopoulos | Iraklis Salonique | 13         |
| 4 | Thomas Mavros       | Panionios         | 12         |
| 4 | Dimos Kavouras      | APO Levadiakos    | 12         |
| 5 | Miroslaw Okonski    | AEK Athènes       | 11         |